# Переходные ядерные белки
Переходные ядерные белки — это белки, вовлечённые в упаковку ядерного ДНК спермы в процессе сперматогенеза. Сначала они вытесняют и замещают собой гистоны, а затем сами вытесняются протаминами. У млекопитающих эти белки необходимы для нормальной конденсации хроматина, для уменьшения числа разрывов ДНК и для предотвращения образования вторичных дефектов в сперматозоидах, с возможной потерей целостности генома и последующим развитием бесплодия.